# Google Tìm kiếm
Google Tìm kiếm, cũng được gọi với tên tiếng Anh phổ biến là Google Search hay đơn giản là Google, là dịch vụ cung cấp chính và quan trọng nhất của công ty Google. Dịch vụ này cho phép người truy cập tìm kiếm thông tin về (ai đó hoặc một cái gì đó) trên Internet bằng cách sử dụng công cụ tìm kiếm Google, bao gồm các trang Web, hình ảnh & nhiều thông tin khác.

## Cách thức hoạt động
Bằng cách sử dụng các Bot (bọ) dò tìm và tạo chỉ mục (index) các trang Web trên Internet, xây dựng cơ sở dữ liệu tìm kiếm cho các máy chủ của mình, khi có người truy cập và thực hiện tìm kiếm, kết quả tìm kiếm sẽ được lấy ra từ đây. Google Search cũng cho phép người sử dụng khai báo trang web của họ với máy chủ của google, sau đó các máy chủ này sẽ sắp xếp thời gian để tạo chỉ mục cho các trang web được khai báo.
Để tìm kiếm, người sử dụng gõ vào ô tìm kiếm một hoặc một vài cụm từ gọi là từ khóa tìm kiếm (keywords). Dựa trên từ khóa tìm kiếm này, Google Search sẽ thực hiện tìm kiếm và hiển thị ra kết quả cho người sử dụng.
Việc sắp xếp thứ tự kết quả tìm kiếm phụ thuộc vào thứ hạng của nó theo phân cấp của Google Search nhờ tổng hợp phức tạp từ keyword, pagerank, sitemap... Kết quả tìm kiếm cũng được phân loại theo đối tượng sử dụng khác nhau, nó phụ thuộc vào vị trí địa lý (lấy theo IP truy cập của người truy cập). Ngoài ra, Google Search cũng sử dụng cookies và tính năng lưu trữ thói quen tìm kiếm của người dùng (cá nhân hóa kết quả tìm kiếm) để tạo ra kết quả tìm kiếm. Nói chung, thuật toán sắp xếp và hiển thị kết quả của Google Search khá phức tạp và nó là bí mật công nghệ mà nhờ đó Google có thể chiếm lĩnh thị trường.

## Cạnh tranh
Microsoft, Yahoo! và nhiều nhà cung cấp khác liên tục chịu sự cạnh tranh của Google Search. Kể từ khi ra đời năm 1997, Google Search đã dần dần vươn lên và chiếm lĩnh gần như tuyệt đối thị phần tìm kiếm tại hầu hết các quốc gia trên thế giới.
Tuy nhiên tại các quốc gia không sử dụng tiếng Anh là ngôn ngữ chính thức, các đối thủ của Google lợi dụng được thế mạnh ngôn ngữ này, để vươn lên chiếm đa số thị phần, như Baidu tại Trung Quốc, Naver tại Hàn Quốc, Justdial tại Ấn Độ, Yandex tại Nga... Ở Việt Nam, Cốc Cốc, công cụ tìm kiếm tiếng Việt đang trong thế cạnh tranh với Google bằng cơ sở dữ liệu hơn 2,1 tỷ trang web, trong đó số lượng dữ liệu từ tên miền ".vn", ".com.vn" nhiều gấp hai lần so với Google. Cốc Cốc sở hữu lợi thế cạnh tranh ở khả năng phân tích xử lý ngôn ngữ tiếng Việt với các đặc điểm riêng như dấu, âm tiết, từ đồng âm, phân tách từ ngữ và các từ viết tắt. Bên cạnh đó là các tính năng được phát triển riêng cho thị trường Việt Nam, bao gồm tìm kiếm địa điểm, giải toán, giải hóa,... Tuy nhiên công cụ tìm kiếm này vẫn còn quá mới người dùng Việt Nam và vẫn hơn 90% người dùng Internet Việt Nam sử dụng Google thường ngày. Vì vậy việc cạnh tranh của Sóc Bay,... đa số đều đã phải đóng cửa hay loại bỏ tính năng tìm kiếm đi vì không nhiều người sử dụng. Việc Cốc Cốc chiếm được 10% thị trường là điều rất khó khăn.

### Thị phần
Google Search chiếm gần như tuyệt đối thị phần tìm kiếm trên Internet nhờ có lượng máy chủ khổng lồ, công nghệ tốt. Theo dữ liệu của hãng phân tích Internet StatCounter công bố ngày 4 tháng 8 năm 2009, Tổng thị phần tìm kiếm Yahoo! và Microsoft sau khi kết hợp chiếm 20,36% thị trường ở Mỹ, Google 77,54%.
Tại Việt Nam, thị phần tìm kiếm cũng bị Google thống trị với con số gần như tuyệt đối, tuy nhiên các công cụ tìm kiếm của người Việt với những lợi thế riêng vẫn đang nỗ lực như Sóc bay, La bàn... và gần đây nhất là Cốc Cốc. Cú lội ngược dòng của Cốc Cốc đã thu hút không ít sự chú ý của báo chí nước ngoài như CNN, AP,...